# Melody Hill
Melody Hill é uma Região censo-designada localizada no estado americano de Indiana, no Condado de Vanderburgh.

## Demografia
Segundo o censo americano de 2000, a sua população era de 3066 habitantes.

## Geografia
De acordo com o United States Census Bureau tem uma área de
3,5 km², dos quais 3,5 km² cobertos por terra e 0,0 km² cobertos por água.

## Localidades na vizinhança
O diagrama seguinte representa as localidades num raio de 16 km ao redor de Melody Hill.